# 井原村 (岡山県)
井原村（いはらそん）は、岡山県真庭郡にあった村。現在の真庭市岩井畝、岩井谷、後谷、上、月田本、若代に当たる。

## 歴史
- 1889年（明治22年）6月1日 - 町村制施行に伴い、真島郡岩井畝村、岩井谷村、後谷村、上村、月田本村、若代村が合併して井原村となる。大字若代に役場を置く。
- 1900年（明治33年）4月1日 - 真島郡が大庭郡と合併し、真庭郡となる。井原村は真庭郡の所属となる。
- 1902年（明治35年）4月1日 - 井原村が真庭郡富山村と合併して、富原村となる。同日井原村は廃止された。

## 大字
現在は6大字がすべて真庭市の大字として継承されている。
- 岩井畝（いわいうね） 〒717-0745
- 岩井谷（いわいだに） 〒717-0744
- 後谷（うしろだに） 〒717-0742
- 上（かみ） 〒717-0746
- 月田本（つきだほん） 〒717-0743
- 若代（わかしろ） 〒717-0741

## 現在の旧村域

### 教育

#### 小学校
- 真庭市立富原小学校

### 交通

#### 鉄道
- JR姫新線：富原駅

#### 道路

##### 高速道路
旧村内を走る高速道路なし

##### 国道
旧村内を走る国道なし

##### 県道
- 主要地方道
  - 岡山県道32号新見勝山線
- 一般県道
  - 岡山県道311号阿口上線
  - 岡山県道320号若代方谷停車場線
  - 岡山県道459号若代神代線

### 河川・山岳

#### 河川
- 岩井谷川
- 神谷川
- 後谷川

### 寺院・神社

#### 寺院
- 別当寺
- 桜本寺
- 円王寺
- 八幡寺

#### 神社
- 井原神社
- 後谷神社
- 八幡神社